# Tramontana (vânt)

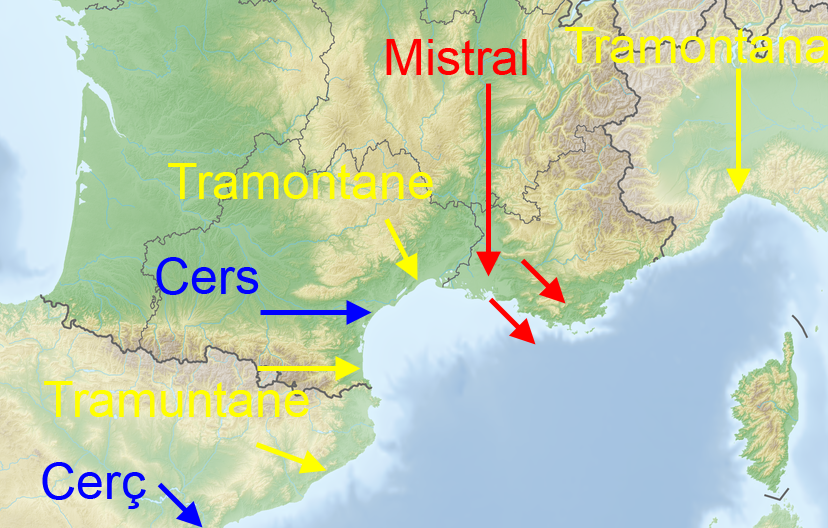
Vânturi dinspre uscat spre mare pe coasta mediteraneeană franceză și pe coastele învecinate, fiecare în limbile locale (catalană, franceză, italiană))

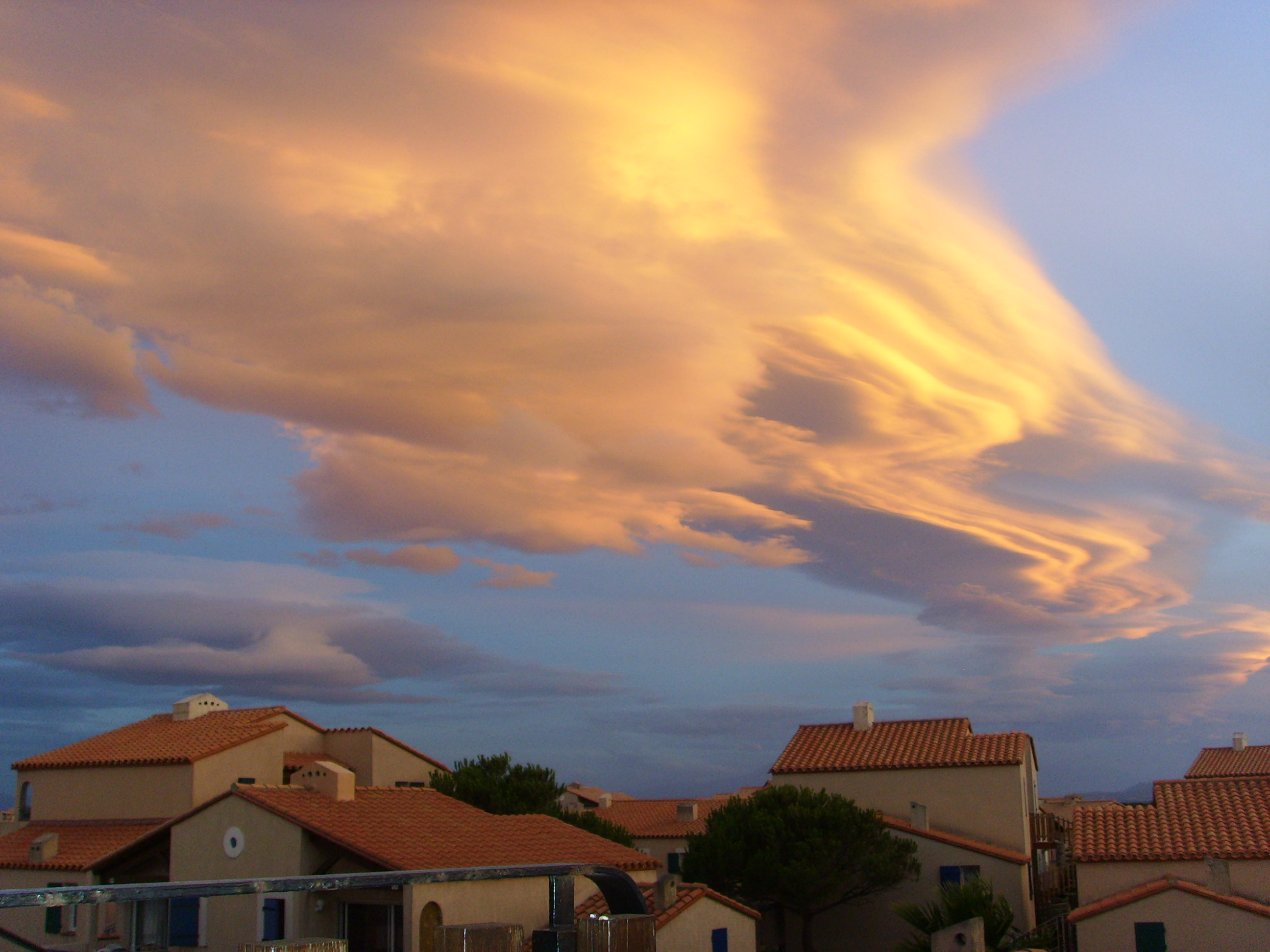
Starea vremii în timpul tramontanei (Franța)

Tramontana este un vânt de pe coasta mediteraneană franceză, în Languedoc de la gura Ronului (Camargue) până la Pirinei și în Catalonia la sud. Este un vânt descendent care suflă peste munții din Masivul Central sau din Pirinei spre Golful Lion din marea Mediterană. In acest loc este opusul vantului Autan.
Acesta se deosebește de Mistral și Cers, care de asemenea suflă de pe uscat spre mare, dar prin Valea Ronului și din Lauragais prin valea Audei. Deci, acestea două nu sunt vânturi descendente.
Totuși Tramontane este uneori atribuit și lui Cers, de exemplu de către serviciul meteorologic de stat Météo-France. Cu toate acestea, voci din populația locală susține că Cersul nu vine peste munți, ci printr-o vale și prin urmare, este independent. Spre deosebire de Tramontana din Italia, care se deplasează de la nord la sud prin Alpi, Tramontana poate sufla nu numai din nord, ci și din vest în Pirinei. În Roussillon, regiunea din sudul Franței inițial vorbitoare de catalană, poate apărea un efect föhn.

## Etimologie
Tramontana provine din latinescul trans montana, care înseamnă „peste munți”. Termenul a ajuns probabil în franceză prin limba italiană.
În timp ce Cers a fost deja menționat de scriitorii romani sub numele său latin Circius, termenul Tramontana a fost găsit pentru prima dată în franceză în secolul al XIII-lea, inițial alternativ ca tramontaine (Brunetto Latini, 1265, li Livres dou Tresor; anonim, 1328, l'entrée d'Espagne) și ca tramontana (Raymond Lulle, 1276, le livre de contemplation de Dieu; Rustichello da Pisa, 1298, le devisement du monde).